# Ensemble Fontenoy-Ségur
L'ensemble Fontenoy-Ségur est un ensemble de deux immeubles art déco situés au 20 avenue de Ségur et 3 place de Fontenoy dans le 7e arrondissement de Paris. 

## Immeuble Fontenoy
L’immeuble 3, place de Fontenoy, date de 1932. Signé par l’architecte André Ventre, il correspond à l’un des deux anciens hôtels de la Marine situés à Paris. L'ornementation de la porte est due au ferronnier d'art Raymond Subes. Ancien ministère de la Marine marchande, il est inscrit au titre des monuments historiques par arrêté préfectoral du 27 décembre 2013. Il était occupé par l’Établissement national des invalides de la marine (ENIM) et la direction des Affaires maritimes qui ont quitté les lieux entre 2008 et 2010. 
Il est désormais occupé par trois autorités indépendantes :
- Défenseur des droits[2]
- Commission nationale de l'informatique et des libertés[3]
- Commission d'accès aux documents administratifs[4]

## Immeuble Ségur
L’immeuble 20 avenue de Ségur, édifié entre 1935 et 1938, est l’œuvre de Jacques Debat-Ponsan, prix de Rome et architecte en chef du ministère des PTT. Avec la disparition du ministère des PTT, il a été occupé au rythme des redéploiements administratifs par des services du ministère des Finances, le ministère de l'Écologie, de l'Énergie, du Développement durable et de l'Aménagement du territoire (MEEDDAT), un service du ministère des Affaires étrangères et européennes (MAEE), etc.  
En 2004, le site est envisagé pour accueillir le siège de l’Organisation internationale de la francophonie, en raison de la proximité immédiate de celui de l’UNESCO ; ce projet est cependant rapidement abandonné. En 2009, une cession est à l’étude afin de financer des opérations immobilières envisagées par les quatre ministères ayant occupé l'immeuble, mais la décision est finalement prise de créer un « Centre de Gouvernement ». Depuis 2017, l'ensemble rassemble un grand nombre de services du Premier ministre,.
Ce bâtiment héberge des services du Premier ministre :
- Service d'information du Gouvernement,
- Haut-commissariat à la Stratégie et au Plan (ex-France Stratégie)[9],
- Conseil d'analyse économique[10],
- Conseil d'orientation des retraites[11],
- Centre d'études prospectives et d'informations internationales[12],
- Secrétariat général de la mer[13],
- La direction des services administratifs et financiers des services du Premier ministre[14],

Il héberge aussi des services d'autres ministres :
- Agence nationale de la cohésion des territoires[15],
- Direction interministérielle du numérique[16],
- Direction interministérielle de la transformation publique[17].